# Чирки (Ленінське сільське поселення)
Чирки́ (рос. Чирки) — присілок у складі Слободського району Кіровської області, Росія. Входить до складу Ленінського сільського поселення.
Населення становить 12 осіб (2010, 19 у 2002).
Національний склад станом на 2002 рік — росіяни 100 %.